# Cartura
Cartura är en ort och kommun i provinsen Padova i regionen Veneto i Italien. Kommunen hade 4 651 invånare (2018).